# Преодоление горя
«Преодоление горя» (исп. Vencer el desamor) — мексиканская теленовелла 2020-2021 годов производства продюсера Рози Окампо для телекомпании «Televisa». Это вторая часть франшизы «Vencer». В главных ролях: Клаудиа Альварес, Дэвид Зепеда, Даниэла Ромо, Альтаир Харабо, Хуан Диего Коваррубиас, Эммануэль Паломарес, Юлия Урбини и Валентина Буззурро. Премьера состоялась 12 октября 2020 года и завершилась 19 февраля 2021 года на канале «Las Estrellas».

## Сюжет
История вращается вокруг четырех женщин, разного возраста и социальных слоев, которые вынуждены жить вместе под одной крышей. Поначалу сосуществование между ними было сложным и напряженным из-за их разных взглядов на жизнь. Но постепенно сестринство и солидарность преобладают, когда осознается особая связь, существующая между ними: каждый из них пострадала так или иначе.

## В ролях

### Основной состав
- Клаудиа Альварес - Ариадна Лопес Эрнандес
- Дэвид Сепеда - Альваро Фалькон Альбарран
- Даниэла Ромо - Барбара Альбарран де Фалькон
- Альтаир Харабо - Ольга Колладо
- Хуан Диего Коваррубиас - Эдуардо Фалькон Альбарран
- Эммануэль Паломарес - Гаэль Фалькон Альбарран / Роммель Гуахардо
- Юлия Урбини - Дафне Фалькон Миранда де Ибарра
- Валентина Буззурро — Джемма Корона Альбарран

### Вспомогательный состав
- Альфредо Гатика - Куаутемок «Куау» Варгас
- Изабелла Камил - Линда Браун
- Хосе Элиас Морено - Хоакин Фалькон Руис
- Джошуа Гутьеррес - Нестор Ибарра Бустос
- Кристиан де ла Кампа - Пауло Манрике
- Алехандра Гарсия - Ромина Инунза
- Ракель Морелл - Имельда
- Клаудиа Риос - Левита Альбарран де Корона
- Лурдес Рейес - Жозефина Миранда
- Патрисия Мартинес - Марта Бустос де Ибарра
- Франсиско Авенданьо - Эухенио Ибарра
- Иван Карранса - Умберто
- Барбара Фалькони в роли Кассандры Риос
- Пако Луна - Хуан Хосе
- Милдред Фейхтер - Иветт
- Габриэла Зас - Иоланда Энрикес
- Хорхе Альберто Боланьос - Сильвестра Сальмерона
- Мойзес Манзано - Онофре Корона
- Тисок Арройо - Каликсто Борхоркес
- Икер Гарсия - Тадео Фалькон Лопес
- Миа Мартинес - Клара Мария «Кларита» Ибарра Фалькон
- Эухенио Кобо - Отец Педро
- Эванджелина Мартинес - Кукуита
- Леонардо Даниэль - Лино Феррер / Элисео Моран № 1
- Карлос Ороско Плащенсиа - Конрадо
- Пиа Санс - Эстефания
- Фернанда Ферруска - Жемчужина "Перлита" Корона Альбарран
- Беатрис Морено - Эфигения Крус «Донья Эфи»
- Маурисио Гарсиа-Муэла - Гильермо «Мемо» Эстевес
- Рикардо Баранда - Бруно
- Мариана Эспиноза в роли Эрики
- Андрес Васкес - Димитрио «Димы» Пачеко
- Аксель Араиса - Альфонсо «Пончо» Мартинес
- Елена Лизаррага -Елена
- Карлос Бонавидес - Отец Антеро
- Ариан Пеллисер - Гваделупе «Лупе» Гуахардо
- Марко Тревиньо - Лино Феррер / Элисео Моран № 2
- Эсперанса Моретт - Дульсина
- Хулио Дуран - Антонио «Тоньо»
- Эммануэль Кано - Маноло
- Илка Нахера - Химена
- Лесли Агилар - Патрисия «Пати»
- Барбара Певица - Росарио «Чайо»
- Рената Алехандра Агилар - Мария
- Дэнни Хименес - Сандро
- Клаудиа Арсе Леметр - Тамара
- Серхио Зальдивар - Монтаньо
- Альфредо Уэрека - Мартин
- Элизабет Гуинди - Жизель